# Імені Хоміда Баротова
імені Хомі́да Баро́това (тадж. ба номи Ҳомид Баротов) — село у складі Хатлонської області Таджикистану. Входить до складу джамоату імені Мірзоалі Вайсова Восейського району.
Колишні назви — ім. Кірова, Сопкаделі, з 29 березня 2012 року — сучасна назва.
Населення — 2037 осіб (2010; 2052 в 2009).